# Tradescantia gracillima
Tradescantia gracillima är en himmelsblomsväxtart som beskrevs av Paul Carpenter Standley. Tradescantia gracillima ingår i släktet båtblommor, och familjen himmelsblomsväxter. Inga underarter finns listade.